# Myles Weston
Myles Arthur Eugene Wesley Weston (Lewisham, Inglaterra, Reino Unido, 12 de marzo de 1988) es un futbolista profesional británico que juega como delantero en el Dagenham & Redbridge de la National League de Inglaterra. Nacido en Inglaterra, es internacional con la selección nacional de Antigua y Barbuda.

## Clubes

### Charlton Athletic
Weston nació en Lewisham, Londres. Se unió a la academia del Arsenal de la Premier League a los 11 años, antes de mudarse a la academia del Charlton Athletic de la Premier League a los 12 años. Weston firmó su primer contrato profesional en el verano de 2006.
Con sus oportunidades de primer equipo limitadas en Charlton Athletic, Weston fue cedido al Notts County en un préstamo de un mes inicial en marzo de 2007. Después de aparecer dos veces como suplente sin jugar un minuto, Weston hizo su debut en el Notts County el 7 de abril de 2007, en una victoria por 2-0 sobre Boston United. Después de esto, a Weston se le extendió su período de préstamo en el Notts County hasta el 5 de mayo de 2007.
Después de jugar cuatro partidos cedido en abril de 2007, Charlton Athletic lo liberó al final de la temporada 2006-07 sin haber jugado nunca para el equipo absoluto.

### Notts County
Tras su liberación del Charlton Athletic, Weston se reincorporó al Notts County el 4 de julio de 2007 con un contrato de dos años. Fue un miembro destacado del equipo del Notts County esa temporada, con su ritmo eléctrico y habilidad ganándose a los fanáticos.
Después de perderse un partido en el primer partido de la temporada, Weston hizo su Notts County, donde entró como suplente en la segunda mitad, en un empate 1-1 contra Brentford. Pero el partido contra Brentford resultó en una lesión en el tendón de la corva y estuvo fuera de juego durante cuatro semanas. No fue hasta el 13 de octubre de 2007 cuando hizo su regreso al primer equipo, entrando como suplente en la segunda mitad, en la victoria por 3-1 sobre Bury. Después de estar fuera de juego más adelante en la temporada en tres ocasiones, incluida una lesión en la ingle, regresó de una lesión más tarde y pronto marcó uno de los dos goles a pesar de perder 4-2 contra Rochdale el 8 de abril de 2008. En su primera temporada en Notts County, pudo hacer veintiséis apariciones en todas las competencias.
La temporada 2008-09 resultó ser una temporada de mejora para Weston, ya que sus oportunidades en el primer equipo comenzaron a aumentar y se convirtió en un habitual del primer equipo. Weston marcó su primer gol con el Notts County en un partido de la Copa de la Liga contra Doncaster Rovers. Después del partido, su desempeño fue elogiado por el gerente Ian McParland, así como su ritmo de juego. Weston luego anotó su primer gol en la liga para el club el 4 de octubre de 2008, en la victoria por 2-1 sobre Port Vale. Aunque marginado en noviembre, Weston continuó recuperando su primer lugar en el equipo por el resto de la temporada. Anotó dos goles más más tarde en la temporada 2008-09 contra Port Vale y Bournemouth. También asistió goles, incluido un doblete, en la victoria por 3-1 sobre Bradford City el 28 de febrero de 2009. Al final de la temporada 2008-09, después de haber disputado 48 partidos y marcado cuatro goles en todas las competiciones, Weston fue galardonado como Jugador del Año en la ceremonia de entrega de premios del club.
Después de una impresionante temporada 2008-09, el club estaba interesado en mantener a Weston,  y como resultado, se le ofreció un nuevo contrato. En enero de 2009, Weston no había firmado un nuevo contrato con el Notts County, lo que generó preocupaciones sobre su partida en enero, pero no sucedió. Sin embargo, en marzo de 2009, se reveló que no había firmado un contrato y el propio Weston dijo que esperaría un nuevo contrato hasta el final de la temporada. A pesar de las afirmaciones sobre un nuevo contrato, el gerente McParland, sin embargo, declaró que Weston aún no había firmado un nuevo contrato en mayo.

### Brentford
Brentford luego fichó a Weston después de que rechazó un nuevo contrato de tres años en el Notts County. "Creo que es un niño tonto. Esa es su elección, pero ha cometido un error", dijo el presidente de los Magpies, John Armstrong-Holmes, a BBC Radio Nottingham. La transferencia se completó el 2 de julio de 2009. El tribunal falló a favor del Notts County, a quien se le otorgaron £ 25,000 y aumentó aún más cada aparición. Weston luego reflexionó sobre su partida de Notts County a Brentford, citando: "No creo que les haya gustado cuando me fui, pero la razón principal fue porque Brentford estaba en la League 1 y sentí que quería enfrentar el desafío de jugar allí. No se trataba del dinero o de estar en Londres. La razón fue porque Brentford estaba en la League 1 y el Notts County estaba en la League 2".
Weston anotó dos goles en su debut en Brentford contra Carlisle United en el primer partido de la temporada, en el que Brentford ganó 3-1. Desde entonces, Weston se consagró en el primer equipo del Brentford e incluso llegó a colocarse como delantero en torno a octubre. No fue hasta el 24 de octubre de 2009 cuando volvió a marcar, en la victoria por 2-0 sobre Stockport County y anotó un doblete en una repetición de la FA Cup contra Gateshead el 17 de noviembre de 2009 con una victoria por 5-2. Pero durante un empate 1-1 contra Walsall el 21 de noviembre de 2009, sufrió una lesión en el tendón de la corva, lo que lo sustituyó y lo dejó fuera durante semanas. Después de regresar al primer equipo tras una lesión a mediados de diciembre, Weston anotó dos dobletes más, que fueron contra Carlisle United y Gillingham. Marcó el seguimiento, en un empate 1-1 contra Wycombe Wanderers el 13 de febrero de 2010. Su desempeño lo llevó a extender su contrato, manteniéndolo hasta 2012 y terminando su primera temporada, anotando diez goles en 44 apariciones en todas las competiciones.
Sin embargo, al comienzo de la temporada 2010-11, Weston sufrió una lesión en la ingle en la derrota por 2-0 contra el Carlisle United en el primer partido de la temporada a pesar de jugar 90 minutos. Después de perderse un juego, regresó al primer equipo el 14 de agosto de 2010, en una derrota por 2-1 contra Walsall. Después de esto, Weston se convirtió en un titular habitual del primer equipo y jugó en la posición de lateral izquierdo durante la mayor parte de la temporada. Weston anotó su primer gol de la temporada el 9 de octubre de 2010, en la derrota por 3-1 contra el Oldham Athletic. Sin embargo, en una victoria por 4-2 sobre Exeter City el 30 de octubre de 2010, Weston estaba en una pelea con Robbie Simpson por un tiro penal, siendo él que tomó el penalti, pero falló frente al marco. Esto hizo que el gerente Andy Scott informara que Weston no debería volver a lanzar penalties. Luego firmó una extensión de contrato el 26 de noviembre de 2010, manteniéndolo hasta 2013. Aunque estuvo ausente del primer equipo en dos ocasiones a fines de 2011, Weston continuó recuperando su primer equipo por el resto de la temporada a pesar de haberse alejado del club en enero. No fue hasta el 5 de febrero de 2011 cuando Weston más tarde anotó un doblete, en la victoria por 2-0 sobre el Plymouth Argyle . Weston terminó la temporada 2010-11, con cincuenta y una apariciones y anotando tres goles en todas las competiciones.
En la temporada 2011-12, Weston continuó en el primer equipo del Brentford desde el comienzo de la temporada, aunque el primer partido comenzó en el banco de suplentes. A pesar de esto, pasó a asistir tres veces en cuatro partidos de liga contra Walsall, Colchester United y Preston North End. Marcó su primer gol de la temporada el 24 de septiembre de 2011, en la victoria por 2-0 sobre el Oldham Athletic. Sin embargo, su temporada 2011-12 estuvo plagada de lesiones y solo hizo 31 apariciones y anotó una vez en todas las competiciones.
Antes de la temporada 2012-13, Weston esperaba permanecer en el primer equipo a pesar de enfrentar la competencia de los nuevos fichajes. Hizo una aparición con el equipo en la temporada 2012-13, que fue contra Walsall en la primera ronda de la Copa de la Liga. Más tarde reflexionó sobre su partida de Brentford y afirmó que tendría menos probabilidades de volver al primer equipo si se quedaba.

### Gillingham
El 17 de agosto de 2012, Weston fichó por Gillingham con un contrato de dos años.
Weston anotó en su debut dos días después contra Bradford City. Después del partido, Weston dijo que hay más por venir de marcar goles más adelante en la temporada. Volvió a marcar una semana después de marcar en su debut, en un empate 1-1 contra Dagenham & Redbridge. Por su actuación, Weston fue nominado para los premios npower Player of the Month de agosto, pero perdió ante Jake Wright. Desde que debutó, Weston se consagró rápidamente en el primer equipo en la posición de ataque hasta que sufrió una lesión en la espalda que lo dejó fuera dos partidos. Después de regresar al primer equipo, marcó dos goles en dos partidos entre el 13 de octubre de 2012 y el 20 de octubre de 2012 contra Aldershot Town y Burton Albion. También anotó dos goles más a finales de 2012 contra Accrington Staney y Fleetwood Town. A pesar de estar marginado una vez más, debido a una lesión, más adelante en la temporada, Weston pasó a dos goles más más tarde en la temporada contra Northampton Town y Burton Albion. En su primera temporada en Gillingham, Weston ayudó al club a ascender a la League One y anotó ocho veces en cuarenta apariciones en todas las competiciones.
En la temporada 2013-14, Weston se perdió el comienzo de la temporada debido a una lesión en la gira de pretemporada del club. Pero logró recuperarse de la lesión y llegó a tiempo, participando en el partido inaugural de la temporada contra el Colchester United. Continuó estando en el primer equipo con regularidad con buena forma a pesar de tener problemas para marcar goles desde el comienzo de la temporada 2013-14. Esto último hasta que sufrió lesiones a finales de diciembre Después de regresar al primer equipo poco después, Weston anotó su primer gol para el club el 11 de marzo de 2014, en la victoria por 4-2 sobre el Coventry City. Más tarde anotó su segundo gol el 5 de abril de 2014, en la derrota por 4-2 contra el Rotherham United.
Aunque ayudó al club a permanecer en la League One por otra temporada, fue liberado por el club al final de la temporada 2013-14. Weston hizo cuarenta y tres apariciones y anotó dos veces en todas las competiciones.

### Southend United
Después de ser liberado por Gillingham, Weston se unió posteriormente a Southend United, firmando un contrato de dos años el 14 de junio de 2014. Al unirse a Southend United, Weston dijo que no podía rechazar  al club y dijo que quería jugar con el entrenador Phil Brown. Le dieron la camiseta con el número 11 antes de una nueva temporada.
Después de hacer su debut con el Southend United contra el Accrington Stanley en el primer partido de la temporada, Weston anotó su primer gol para el club en el siguiente, con una victoria por 2-0 sobre el Stevenage. No fue hasta el 20 de septiembre de 2014 cuando volvió a marcar, en la victoria por 3-2 sobre el York City. Desde que hizo su debut, Weston se convirtió en un habitual del primer equipo del Southend United; sin embargo, la capacidad de anotar goles de Weston desde septiembre se desplomó a lo largo de la temporada, aunque dijo no sentir presión al respecto. A pesar de estar fuera del primer equipo en tres ocasiones, siguió con su sequía goleadora durante el resto de la temporada. Sin embargo, Weston ayudó al Southend United a obtener el ascenso a la League Two después de vencer al Wycombe Wanderers en la tanda de penaltis, en la que convirtió con éxito. Pasó a hacer 40 apariciones y anotó dos veces en todas las competiciones en su primera temporada en Southend United.
En la temporada 2015-16, Weston comenzó sin estar con el club, al haber sido convocado por su selección nacional en septiembre. Tras esto, no fue hasta el 6 de octubre de 2015 cuando marcó su primer gol de la temporada, en la victoria por 3-0 sobre el Crawley Town en la primera ronda de la Copa de la Liga. Después del partido, el técnico Brown reveló que está interesado en usarlo en el primer equipo, después de haber rechazado sus súplicas de que lo cedieran esta temporada. Una semana después, el 17 de octubre de 2015, marcó dos goles en la victoria por 2-1 sobre Barnsley. Sin embargo, Weston sufrió una lesión en dos ocasiones; ambas en el talón de Aquiles. No fue hasta marzo de 2016 cuando volvió al primer equipo tras cuatro meses de baja. Aunque regresó al primer equipo poco después, su regreso duró poco debido a que sufrió problemas en la pantorrilla y nunca más volvió a jugar después de esto. Weston terminó la temporada 2015-16, hizo veinte apariciones y anotó una vez en todas las competiciones.
Después de dos temporadas con los Shrimpers, Weston fue liberado luego de que finalizara su contrato al final de la temporada 2015-16.

### Wycombe Wanderers
Después de ser liberado por Southend United, Weston fichó por Wycombe Wanderers el 30 de junio de 2016, firmando un contrato de dos años. Al unirse al club, le dieron el dorsal 19.
Weston hizo su debut en Wycombe Wanderers, comenzando el juego antes de ser sustituido en el minuto 13 por una lesión, en la derrota por 1-0 contra Crawley Town. Como resultado, Weston estuvo fuera de juego durante dos meses. Después de regresar a los entrenamientos, Weston regresó al primer equipo contra el Barnet el 22 de octubre de 2016, pero fue expulsado por una segunda amonestación en la derrota por 2-0. Después de estar ausente de un primer equipo durante un mes, Weston anotó su primer gol de Wycombe Wanderers el 26 de diciembre de 2016, entrando como suplente en la segunda mitad, en un empate 3-3 contra Plymouth Argyle. Marcó dos goles más para el equipo ante el Plymouth Argyle y el Leyton Orient. A pesar de estar fuera de juego en tres ocasiones más tarde en la temporada 2016-17, Weston terminó su primera temporada para Wycombe Wanderers, haciendo 26 apariciones y anotando tres veces en todas las competiciones.

### Ebbsfleet United
El 28 de junio de 2017, Weston se unió al Ebbsfleet United en una transferencia gratuita y expresó la necesidad de estar más cerca de su hogar y su familia.

### Dagenham y Redbridge
El 7 de febrero de 2020, se unió a Dagenham & Redbridge de la National League, en un acuerdo hasta junio de 2021, donde se reunió con el ex gerente de Ebbsfleet, Daryl McMahon.

## Selección nacional
Weston es un ex internacional de Inglaterra sub-16 y sub-17 donde fue compañero de equipo de Theo Walcott.
En agosto de 2011, Weston fue llamado a la selección nacional de Antigua para las eliminatorias de la Copa del Mundo de 2014, pero rechazó la invitación para concentrarse en su carrera en el club (en ese entonces Brentford). Weston fue convocado por segunda vez en 2012, pero nuevamente se negó debido a que acababa de fichar por Gillingham.
En noviembre de 2014 fue nuevamente convocado por el equipo para la Copa del Caribe 2014. Hizo su debut el 12 de noviembre en el partido inaugural del grupo contra Haití anotando el primer gol del equipo en un empate 2-2 y brindó la asistencia para el gol del empate del equipo.

## Estadísticas

### Clubes
| Club                  | Temporada | Liga            | Liga     | Liga  | FA Cup   | FA Cup | League Cup | League Cup | Otro     | Otro  | Total    | Total |
| Club                  | Temporada | División        | Partidos | Goles | Partidos | Goles  | Apps       | Goles      | Partidos | Goles | Partidos | Goles |
| --------------------- | --------- | --------------- | -------- | ----- | -------- | ------ | ---------- | ---------- | -------- | ----- | -------- | ----- |
| Charlton Athletic     | 2006–07   | Premier League  | 0        | 0     | 0        | 0      | 0          | 0          | —        | —     | 0        | 0     |
| Notts County (cedido) | 2006–07   | League Two      | 4        | 0     | —        | —      | —          | —          | —        | —     | 4        | 0     |
| Notts County          | 2007–08   | League Two      | 25       | 0     | 1        | 0      | 1          | 0          | 0        | 0     | 27       | 0     |
| Notts County          | 2008–09   | League Two      | 44       | 3     | 3        | 0      | 2          | 1          | 1        | 0     | 50       | 4     |
| Notts County          | Total     | Total           | 73       | 3     | 4        | 0      | 3          | 1          | 1        | 0     | 81       | 4     |
| Brentford             | 2009–10   | League One      | 40       | 8     | 3        | 2      | 1          | 0          | 1        | 0     | 45       | 10    |
| Brentford             | 2010–11   | League One      | 42       | 3     | 2        | 0      | 3          | 0          | 5        | 0     | 52       | 3     |
| Brentford             | 2011–12   | League One      | 26       | 1     | 1        | 0      | 1          | 0          | 3        | 0     | 31       | 1     |
| Brentford             | 2012–13   | League One      | 0        | 0     | —        | —      | 1          | 0          | —        | —     | 1        | 0     |
| Brentford             | Total     | Total           | 108      | 12    | 6        | 2      | 6          | 0          | 9        | 0     | 129      | 14    |
| Gillingham            | 2012–13   | League Two      | 37       | 8     | 2        | 0      | —          | —          | 0        | 0     | 39       | 8     |
| Gillingham            | 2013–14   | League One      | 39       | 2     | 2        | 0      | 1          | 0          | 1        | 0     | 43       | 2     |
| Gillingham            | Total     | Total           | 76       | 10    | 4        | 0      | 1          | 0          | 1        | 0     | 82       | 10    |
| Southend United       | 2014–15   | League Two      | 34       | 2     | 1        | 0      | 1          | 0          | 4        | 0     | 40       | 2     |
| Southend United       | 2015–16   | League One      | 17       | 0     | 1        | 0      | 1          | 0          | 1        | 1     | 20       | 1     |
| Southend United       | Total     | Total           | 51       | 2     | 2        | 0      | 2          | 0          | 5        | 1     | 60       | 3     |
| Wycombe Wanderers     | 2016–17   | League Two      | 19       | 3     | 3        | 0      | 0          | 0          | 4        | 0     | 26       | 3     |
| Ebbsfleet United      | 2017–18   | National League | 41       | 4     | 3        | 1      | —          | —          | 5        | 2     | 49       | 7     |
| Ebbsfleet United      | 2018–19   | National League | 39       | 0     | 2        | 0      | —          | —          | 0        | 0     | 41       | 0     |
| Ebbsfleet United      | 2019–20   | National League | 27       | 7     | 3        | 0      | —          | —          | 0        | 0     | 30       | 7     |
| Ebbsfleet United      | Total     | Total           | 107      | 11    | 8        | 1      | —          | —          | 5        | 2     | 120      | 14    |
| Dagenham & Redbridge  | 2019–20   | National League | 4        | 0     | —        | —      | —          | —          | —        | —     | 4        | 0     |
| Dagenham & Redbridge  | 2020–21   | National League | 26       | 1     | 2        | 0      | —          | —          | 0        | 0     | 28       | 1     |
| Dagenham & Redbridge  | 2021–22   | National League | 41       | 4     | 2        | 0      | —          | —          | 3        | 0     | 46       | 4     |
| Dagenham & Redbridge  | Total     | Total           | 71       | 5     | 4        | 0      | —          | —          | 3        | 0     | 78       | 5     |
| Total                 | Total     | Total           | 505      | 46    | 31       | 3      | 12         | 1          | 28       | 3     | 576      | 53    |

### Selección nacional
| Selección         | Año   | Partidos | Goles |
| ----------------- | ----- | -------- | ----- |
| Antigua y Barbuda | 2014  | 2        | 1     |
| Antigua y Barbuda | 2015  | 2        | 1     |
| Antigua y Barbuda | 2018  | 5        | 5     |
| Antigua y Barbuda | 2022  | 3        | 1     |
| Total             | Total | 12       | 8     |

#### Goles internacionales
Las puntuaciones y los resultados enumeran el recuento de goles de Antigua y Barbuda en primer lugar.
| N.º | Fecha                   | Sede                                                        | Partido | Adversario | Gol | Resultado | Competencia                                           |
| --- | ----------------------- | ----------------------------------------------------------- | ------- | ---------- | --- | --------- | ----------------------------------------------------- |
| 1   | 12 de noviembre de 2014 | Complejo deportivo de Montego Bay, Montego Bay, Jamaica     | 1       | Haití      | 1–2 | 2–2       | Copa del Caribe 2014                                  |
| 2   | 4 de septiembre de 2015 | Estadio Sir Vivian Richards, North Sound, Antigua y Barbuda | 3       | Guatemala  | 1-0 | 1-0       | Clasificación para la Copa Mundial de la FIFA 2018    |
| 3   | 21 de marzo de 2018     | Estadio Sir Vivian Richards, North Sound, Antigua y Barbuda | 5       | Bermudas   | 3-1 | 3–2       | Amistoso                                              |
| 4   | 12 de octubre de 2018   | Estadio Thomas Robinson, Nasáu, Bahamas                     | 8       | Bahamas    | 1–0 | 6-0       | Clasificación de la Liga de Naciones CONCACAF 2019-20 |
| 5   | 12 de octubre de 2018   | Estadio Thomas Robinson, Nasáu, Bahamas                     | 8       | Bahamas    | 4-0 | 6-0       | Clasificación de la Liga de Naciones CONCACAF 2019-20 |
| 6   | 12 de octubre de 2018   | Estadio Thomas Robinson, Nasáu, Bahamas                     | 8       | Bahamas    | 6-0 | 6-0       | Clasificación de la Liga de Naciones CONCACAF 2019-20 |
| 7   | 19 de noviembre de 2018 | Estadio Pierre-Aliker, Fort-de-France, Martinica            | 9       | Martinica  | 1-1 | 4–2       | Clasificación de la Liga de Naciones CONCACAF 2019-20 |
| 8   | 5 de junio de 2022      | Parque Warner, Basseterre, Antigua y Barbuda                | 11      | Guadalupe  | 1-0 | 1–0       | 2022-23 CONCACAF Liga de Naciones B                   |